# Берт Ола Нордландер
Берт Ола Нордландер (швед. Bert-Ola Nordlander; Сундсвал, 12. август 1938) некадашњи је шведски хокејаш на леду и хокејашки тренер који је током каријере играо на позицијама одбрамбеног играча. Четвороструки је шведски олимпијац и добитник признања Guldpucken за најбољег шведског играча за сезону 1966/67. 
Читаву играчку каријеру (1956−1979) провео је играјући у шведској лиги где је играо за екипе Вифста/Естрандс, ХК АИК, ХК Нака и Хамарби, а иако никада није освојио титулу националног првака чак шест сезона је окончао на списку са идеалном поставом првенства (1960/61, 1961/62, 1962/63, 1967/68, 1968/69. и 1970/71). Његов дрес са бројем #5 који је носио играјући за АИК повучен је из употребе у том клубу. У националним првенствима одиграо је преко 400 утакмица уз постигнутих више од 70 голова. 
Био је стандардни члан репрезентације Шведске са којом је наступио на четирима узастопним олимпијским играма − ЗОИ 1960, ЗОИ 1964, ЗОИ 1968. и ЗОИ 1972, а највећи успех остварио је на играма у Инзбруку на којима је шведски тим освојио сребрну олимпијску медаљу. Наступио је и на седам светских првенстава на којима је освојио једну златну (СП 1962), три сребрне и две бронзане медаље. На светским првенствима и олимпијским играма одиграо је 64 утакмице уз учинак од седам постигнутих голова. 
По окончању играчке каријере једно краће време је радио као тренер, а током две сезоне (1979−1981) са клупе је предводио екипу Јургордена. 